# Zastava Meksika
Zastava Meksika službeno je usvojena 1968., premda je u upotrebi još od 1821. godine. Zastava je trobojnica zelene, bijele i crvene boje. Na bijeloj pruzi nalazi se grb Meksika. Boje potječu od zastave koja je bila korištena u vrijeme Meksičkog rata za nezavisnost, 1820. – 1823.
Prvobitna značenja boja bila su:
- zelena - nezavisnost (od Španjolske),
- bijela - religija (Rimokatolička) i
- crvena - jedinstvo (između Amerike i Europe).

Međutim, prilikom sekularizacije zemlje, značenje boja je promijenjeno:
- zelena - nada,
- bijela - jedinstvo,
- crvena - krv i nacionalni junaci.

Ova zastava slična je talijanskoj. Osim što se na centru zastave nalazi grb Meksika, njih razlikuje i drugačiji odnos visine i širine, kao i drugačije nijanse zelene i crvene boje.

## Vanjske poveznice
- Flags of the World